# カーネルITグループ
カーネルグループ（Kernel Group）は、株式会社 カーネルコンセプトを統括会社とするシステム開発・IT教育・ハードウェア開発・製造・販売などを行う企業の総称。かつて、カーネルITグループ（Kernel IT Group）と呼称していた時期もある。

## グループ会社
- 株式会社カーネルコンセプト
- 株式会社カーネル・ソフト・エンジニアリング
- 株式会社カーネル・ハード・エンジニアリング
- 株式会社カーネルエレクトロニクス
- カーネルキャリアスクール
- Kernel Philippins, Inc.

## 事業所
- 本社： 〒453-0042 名古屋市中村区大秋町2-51 （カーネルセンター）

## 沿革
- 1985年 - （株）カーネルコンセプト設立
- 1992年 - （株）カーネル・ソフト・エンジニアリング設立
- 2000年 - カーネルキャリアスクール設立
- 2012年 - Kernel Philippins, Inc.設立
- 2021年 -（株）カーネル・ハード・エンジニアリング設立
- 2022年 -（株）カーネルエレクトロニクス設立